# 免疫性血小板減少性紫斑病
免疫性血小板減少性紫斑病（めんえきせいけっしょうばんげんしょうせいしはんびょう、Immune Thrombocytopenic Purpura、ITP）は、何らかの要因によって血小板の減少を呈する病態の一群を指す。
旧称は「特発性血小板減少性紫斑病」(idiopathic thrombocytopenic purpura)。
特定疾患として認定された、厚生労働省の指定難病医療費等助成対象疾病である。
免疫システムが刺激され、体自身の血小板を攻撃する。ほとんどの場合、これは血小板に対する抗体が産生されてしまう結果である。
少数のケースでは、T細胞と呼ばれる白血球の一種が血小板を直接攻撃してしまう。
膠原病、再生不良性貧血、薬剤等の血小板減少を来たす原因が除外されて診断される。
約60%の症例で、血小板に対する抗体を検出することができる。
ほとんどの場合、これらの抗体は血小板膜糖タンパク質IIb-IIIaまたはIb-IXに反しており、免疫グロブリンG(IgG)タイプである。ハリントン・ホリングスワース実験は、ITPの免疫病因を確立した。
IgGによる血小板のコーティングは、脾マクロファージや肝臓のクプファー細胞によるオプソン化やファゴサイトーシスの影響を受けやすくなる。IgG自己抗体はまた、血小板の前駆細胞であるメガカリョーサイトを損傷すると考えられているが、これは血小板数の減少にわずかに寄与すると考えられている。最近の研究では、血小板産生の覚醒剤である血小板タンパク質ホルモン、トロンボポエチンの産生障害が循環血小板の減少に寄与する可能性があることを示している。この観察は、トロンボポエチン受容体薬と呼ばれるITP標的薬のクラスの開発につながった。
ITPにおける自己抗体産生の刺激は、おそらく異常なT細胞活性である。
予備的な調査結果は、これらのT細胞がリツキシマブなどのB細胞を標的とする薬の影響を受ける可能性があることを示唆している。

## 病態
ITPは血小板に対するIIb/IIIaなどで感作された免疫複合体が、脾臓・肝臓などで破壊されて血小板減少をきたす疾患である。血小板破壊が亢進しているため、骨髄での血小板産生は盛んになっている。しかしタイプによっては、骨髄中での産生時点で幼弱な形での血小板しか生産されず、奇形的な血小板の場合がある。そのような血小板に、抗血小板抗体が乗っている様に画像で確認できる。
(点状出血が見られる)

## 分類
急性型（多くは6ヶ月以内に自然軽快し、小児に多い）と成人に多い慢性型に分けられる。

### 急性免疫性血小板減少性紫斑病
麻疹、風疹、水痘ウイルス感染が原因となることが多い。ウイルスと抗ウイルス抗体が免疫複合体を形成し、血小板膜のFc受容体に付着して感作血小板が生じ、これが脾臓で破壊されることで本症を発症するものと推測される。

### 慢性免疫性血小板減少性紫斑病
ITPが慢性化したもの、あるいは慢性に進行するITPである。
ITPは多くの場合小児に発症し、急性の経過を辿って半年程度で治癒する。しかし、一割程度は慢性の経過を辿る。また、成人がITPを発症した場合慢性化することが多い。ITPが6ヶ月以上遷延化した場合、慢性特発性血小板減少性紫斑病の診断が下される（小児にあっては、ウイルス感染が先行し発症が急激ならば、急性ITPと考えて良い）。
急性のITPと異なり、大出血を起こすことは比較的少ないが、若年女性に多いため、月経、妊娠、出産において問題になる。

## 症状
青あざ（紫斑）、点状出血、粘膜出血など。関節内での出血は少ない。
血小板数が3000/μlを切るような症例では、頭蓋内出血の危険があり早急に治療が必要である。

## 診断基準
厚生労働省の診断基準
血小板結合IgG (Platelet Associated-IgG; PA-IgG) の増加はITPに特異的ではないが、PA-IgGが正常の場合はITPを除外するのに役立つ。

## 検査
他の出血、血小板減少を来たす疾病の除外が必要である。鑑別されるべき疾患の例としては、白血病、再生不良性貧血、骨髄異形成症候群、播種性血管内凝固症候群、血球貪食症候群、偽性血小板減少症、など。近年、網状血小板率（感度・特異性とも80%以上）、antigen capture ELISA（感度は低いが、特異度が非常に高い）が注目されている。

### 血液
白血球数は正常で、貧血も通常伴わない（慢性に多量に出血している場合には貧血を伴う）。白血球分画にも異常はみられない。

### 血液凝固系
プロトロンビン時間 (PT)、活性化部分トロンボプラスチン時間 (APTT) などの血液凝固系に異常はみられない。既に出血症状が著しいときには、フィブリノーゲンの異常（増加も減少もあり）やFDPの上昇をきたすことがある。毛細血管抵抗試験（ルンペル・レーデ現象）陽性。

### 骨髄検査
ITPの診断に骨髄穿刺は必須ではない。ただし、ステロイドは白血病に対しても有効であるため、ステロイド投与を行う際には骨髄穿刺を行って白血病を確実に否定する必要がある。
骨髄所見は、骨髄球系、赤芽球系は正常に存在し、巨核球系は正常ないしやや増加している。

## 治療
- H.Pylori除菌治療

ヘリコバクター・ピロリ(H.Pylori)感染例では、除菌治療によって70%近い症例が血小板増加を示すことから第一選択治療となっている。
- ステロイド治療

H.Pylori非感染例や除菌治療で奏功しない場合には、旧来通りステロイド投与が第一選択となる。治療効果が得られない場合は免疫グロブリン療法が施行される。ステロイド投与の際には白血病を否定する必要があるため、小児などの急性ITPと考えられる例では免疫グロブリン療法が優先される場合もある。
- 脾臓摘出術

上記内科的治療によって治療効果が得られない場合は、第二選択として旧来通り脾臓摘出術が行われる。
- トロンボポエチン受容体作動薬:治療抵抗性の場合にトロンボポエチン(TPO)受容体作動薬が使用されている
  - エルトロンボパグ（レボレード）
  - ロミプロスチム（ロミプレート）

- 分子標的治療薬
  - リツキシマブ - 血小板に対する抗体を産生するリンパ球B細胞を減らすことで病勢を軽快させる。